# Ajchal
Ajchal (in russo Айхал?) è una città di 15 208 abitanti situata nella Sakha-Jacuzia, in Russia.